# Bill Ward

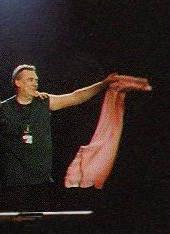
Bill Ward

Bill Ward (William Thomas Ward(Birmingham, 5 mei 1948)) is een Brits drummer, vooral bekend geworden als drummer van Black Sabbath.

## Biografie
Als kleuter was Bill Ward al geïnteresseerd in drummen en op zijn 15e trad hij al op. Hij speelde in verschillende bands voordat hij Tony Iommi ontmoette in 1964. Samen speelden ze in de groep Mythology totdat ze gingen samenwerken met Ozzy Osbourne en Geezer Butler in de band Polka Tulk Blues.
In 1969 werd de bandnaam veranderd in Black Sabbath (na een korte periode ook nog Earth te hebben geheten). Hun debuutalbum kwam uit in 1970. Al na enkele maanden kwam de opvolger Paranoid uit, waarmee ze beroemd werden. Bill Ward bleef als drummer bij de groep in de periode die door fans de classic period wordt genoemd. Zelfs toen Osbourne de band verliet en vervangen werd door Ronnie James Dio, bleef Ward bij de band.
In 1981 verliet Ward de band om te gaan spelen in Max Havoc. Dit was maar voor korte tijd, in 1983 kwam hij terug bij Black Sabbath voor de opnamen van een nieuw album. Het daaropvolgende jaar was hij alweer vertrokken.
In 1985 drumde hij bij England's Glory. Ook hier was hij snel vertrokken. In 1986 richtte hij zijn eigen band op, de Bill Ward Band. Hun eerste album werd in 1989 uitgebracht, op de opvolger moest 8 jaar worden gewacht.
In 1997 was er een reünie van Black Sabbath waarbij Bill Ward ook van de partij was. Tijdens de repetities voor een tournee, kreeg Bill Ward een lichte hartaanval. Hij herstelde hier volledig van en zit sindsdien bij Black Sabbath.
Hij heeft meegewerkt aan het soloalbum van Tony Iommi.
In 2000 kreeg Black Sabbath een Grammy Award.
In 2011 was er een reünie van de klassieke line-up van Black Sabbath. Hij nam hier aanvankelijk deel, maar na een geschil tussen hem en de overige drie bandleden, deed hij niet meer mee aan de reünieconcerten.
Op de in 2019 door het tijdschrift Rolling Stone gepubliceerde ranglijst van 100 beste drummers in de geschiedenis van de popmuziek kreeg Bill Ward de 42e plaats toegekend.

## Discografie
- 1989 - Ward One: Along the Way
- 1997 - When the Bough Breaks
- 1999 - Two Hands Clapping

## Albums met Black Sabbath
- 1970 - Black Sabbath
- 1970 - Paranoid
- 1971 - Master of Reality
- 1972 - Volume 4
- 1973 - Sabbath Bloody Sabbath
- 1975 - Sabotage
- 1976 - Technical Ecstasy
- 1978 - Never Say Die
- 1980 - Heaven & Hell
- 1983 - Born Again
- 1999 - Reunion

Op Technical Ecstasy en Master Of Reality zingt Bill Ward ook een nummer.